# 殺し愛
『殺し愛』（ころしあい）は、Feによる日本の漫画作品。『月刊コミックジーン』（KADOKAWA）にて、2015年11月号から2023年2月号まで連載された。連載開始前にはpixivでプロトタイプ版が執筆されていた。連載終了後、『月刊コミックジーン』にて2023年6月号より2024年3月号まで番外編が連載された。
『月刊コミックジーン』2018年3月号の付録でドラマCD化された。2020年12月にテレビアニメ化が発表された。
2022年1月現在、累計発行部数が75万部を突破している。

## あらすじ
ある日、賞金稼ぎのシャトー・ダンクワースは謎の凄腕の殺し屋ソン・リャンハに遭遇して圧倒的な力で制されるが、彼が要求したのは彼女の連絡先であった。

## 登場人物
声の項は特記が無い限りテレビアニメ版の声優。

### 主要人物
シャトー・ダンクワース
声 - 大西沙織 / 小松未可子（ドラマCD）
本作の主人公。セキュリティ会社リッツランサポート商会に所属する腕利きの新人賞金稼ぎ。幼少期にとある事件現場で発見されて、苗字がノーブルであった以外の出生が謎の過去を持つ。20代の一人暮らし。リャンハの行動に戸惑いながらも、とりあえずは一緒にいようとするなど一定の信頼は置いている。自分のせいで仲間が危機にあっているかもしれないと考えるなど責任感が強い。後に幼少期にリャンハと関わっていたことが判明する。
作者のFeによると、「カッコいい女の子」であるということを意識して描かれている。テレビアニメで演じた大西によると、「クールで、感情を表に出すことはない」が、ロボットのような人物ではない。
ソン・リャンハ
声 - 下野紘、増田俊樹（リャンハ少年） / 遊佐浩二（ドラマCD）
強豪犯罪組織を一人で壊滅したことで高額の賞金首がかかっている謎の凄腕殺し屋。シャトーに謎の執着心を持つ。シャトーの下着を勝手にコインランドリーに持っていくなどデリカシーがないがシャトーのことは真剣に心配し、絶対に助けようとする。
テレビアニメで演じた下野によると、「本心が見えない」ような「掴みどころのないキャラクター」である。「シャトーを守る」という信念を持っている。

### リッツラン商会
エウリペデス・リッツラン
声 - 堀内賢雄 / 津田健次郎（ドラマCD）
リッツラン商会を営むシャトーの雇い主。身長197cm体重102kgの大柄な体格。父親の関係でシャトーを雇い、暴走気味で平時でも何かをしているように見える彼女に手を焼いている。若いが、落ち着いているので実年齢より年上に見られる。新婚で、妻は別会社を経営している。
インド人（漫画） / ジム（テレビアニメ）
声 - 天﨑滉平 / 柿原徹也（ドラマCD）
リッツラン商会の経理担当。ひょうひょうとしていて、事務所のクリスマス飾りを経費から使うチャッカリ者。片言で喋り、インド系である以外は一切不明。現場に駆り出されることもある。ある意味、この物語の中で一番謎の多い人物。

### その他
ダンクワース元捜査官
声 - 安原義人
シャトーの養父。故人。定年間近の17年前にシャトーを事件現場で保護し、定年後に養子として引き取った。リッツランの父親の恩人。
ホー
声 - 前野智昭
リャンハがかつて所属していた組織の構成員。私怨からリャンハへの復讐を狙う。左頬に入った刺青が特徴｡
ドニー
声 - 大塚芳忠
本名は「ドナルド・バッハマン」｡港町バロセラに拠点を構え、「戦争仕掛人（トリガー）」の異名を持つ男。
ジノン
声 - 村瀬歩
リャンハとシャトーの命を狙う男。リッツランを襲撃して瀕死の重傷を負わせたり、母親を盾にシャトーを脅迫したりする。

## 制作背景

### 作品について
作者のFeは本作を描くきっかけとして、高橋慶太郎の『デストロ246』に影響を受けたと語っている。タイトルについて、「キャラクターの関係性を表すシチュエーションのことで、一定層には浸透している」が、つける際に葛藤したという。単行本第1巻が発売されるまでは兼業だったため、仕事が多忙であるほど描きたい意欲が湧き、本作のプロトタイプをpixivに投稿していた。そのため、当初は本作の「続きを描く気はまったく」なかったが、「第1話の、地下駐車場でリャンハがシャトーを押し倒して名前を聞く場面」については「ここから2人の物語が始まったと思うと推進力になっている」とFeは話している。Feは初期の『相棒』が好きだったため、ドラマを観ているようなテンポや雰囲気を意識して描いている。
連載開始時点では、最終回の展開については構想されていなかったが、第8巻のころには終わり方について、イメージが映像的に思い浮かんだという。この時に思いついた展開から、最終回の着地点は「大きく変わっていない」が、アニメと同時に完結させる予定のところを話をまとめきれないという理由により、単行本「1巻分延びることに」なっている。

### 制作
本作は2015年の連載開始からアシスタントはおらず、Feが1人で執筆を行っている。1話のページ数が少ないため、1人で制作が可能な作業量であることと、「アシスタントさんを雇うと気を使いそう」とFeが考えているため、このスタイルで制作されている。単行本第6巻や第7巻での場面など、「キャラクターがひどい目にあってる」シーンでは筆が進み、「人に何かを説明するのがすごく下手」なFeは「セリフが多い」シーンは制作が苦しかったという。

## 書誌情報
- Fe『殺し愛』KADOKAWA〈MFコミックスジーンシリーズ〉、全14巻（本編全13巻+番外編全1巻）
  1. 2016年3月26日発売[1][22]、ISBN 978-4-04-068238-9
  2. 2016年10月27日発売[23][24]、ISBN 978-4-04-068570-0
  3. 2017年4月27日発売[25]、ISBN 978-4-04-069159-6
  4. 2017年10月27日発売[26][27]、ISBN 978-4-04-069478-8
  5. 2018年4月27日発売[28]、ISBN 978-4-04-069831-1
  6. 2018年10月25日発売[29]、ISBN 978-4-04-065192-7
  7. 2019年4月27日発売[30]、ISBN 978-4-04-065652-6
  8. 2019年10月26日発売[31]、ISBN 978-4-04-064085-3
  9. 2020年6月27日発売[32]、ISBN 978-4-04-064561-2
  10. 2020年12月25日発売[33][34]、ISBN 978-4-04-680044-2
  11. 2021年7月27日発売[35]、ISBN 978-4-04-680554-6
  12. 2022年3月26日発売[36]、ISBN 978-4-04-681236-0
  13. 2023年1月26日発売[37]、ISBN 978-4-04-682071-6
  14. 「After the File」2024年2月27日発売[38][39]、ISBN 978-4-04-683212-2

## テレビアニメ
2022年1月から3月までTOKYO MXほかにて放送された。

### スタッフ
- 原作 - Fe[18]
- 監督 - 大庭秀昭[18]
- シリーズ構成・脚本 - 久尾歩[18]
- キャラクターデザイン・総作画監督 - 佐藤陽子[18]
- サブキャラクターデザイン・総作画監督 - 小林利充[18]
- アクション作画監督 - 才木康寛[18]
- 3D・プロップデザイン - 杉村友和[18]
- 美術監督 - 黛昌樹[18]
- 色彩設計 - 山上愛子[18]
- 撮影監督 - 伏原あかね[18]
- 編集 - 木村佳史子[18]
- 音響監督 - 髙桑一[18]
- 音楽 - 吉川慶[18]
- 音楽制作 - TOY'S FACTORY[18]
- プロデューサー - 木村天、矢田典、黒須信彦、有水宗治郎、平田秀夫、松浦由樹、福井詔雄
- アニメーションプロデューサー - 米沢恵美
- アニメーション制作 - プラチナビジョン[18]
- 製作 - 殺し愛製作委員会[18]

### 主題歌
「Midnight Dancer」
増田俊樹によるオープニングテーマ。作詞・作曲は田代智一、編曲は伊藤翼。
「マコトピリオド」
小林愛香によるエンディングテーマ。作詞・作曲・編曲はQ-MHz。

### 各話リスト
| 話数    | サブタイトル      | 絵コンテ   | 演出             | 作画監督   | 総作画監督 | 初放送日       |
| ------- | ----------------- | ---------- | ---------------- | ---------- | ---------- | -------------- |
| FILE 01 | WHAT'S YOUR NAME? | 吉川博明   | 大庭秀昭         | 小川浩司   | 佐藤陽子   | 2022年 1月13日 |
| FILE 02 | TARGET            | 大庭秀昭   | 大庭秀昭         | 梶浦紳一郎 | 小林利充   | 1月20日        |
| FILE 03 | ROOM              | にわ素彦   | にわ素彦         | 南伸一郎   | 佐藤陽子   | 1月27日        |
| FILE 04 | REAL FACE         | 吉川博明   | ながはまのりひこ | 小川浩司   | 小林利充   | 2月3日         |
| FILE 05 | LIMIT             | 大庭秀昭   | 大庭秀昭         | 梶浦紳一郎 | 佐藤陽子   | 2月10日        |
| FILE 06 | DARK DREAM        | 吉川博明   | にわ素彦         | 南伸一郎   | 小林利充   | 2月17日        |
| FILE 07 | BULLET            | にわ素彦   | にわ素彦         | 小川浩司   | 佐藤陽子   | 2月24日        |
| FILE 08 | CONFUSION         | 吉川博明   | 又野弘道         | 梶浦紳一郎 | 小林利充   | 3月3日         |
| FILE 09 | A WAR TRIGGER     | 大庭秀昭   | 大庭秀昭         | 南伸一郎   | 小林利充   | 3月10日        |
| FILE 10 | HELP              | にわ素彦   | にわ素彦         | 梶浦紳一郎 | 佐藤陽子   | 3月17日        |
| FILE 11 | WORST             | サトウ光敏 | サトウ光敏       | 小川浩司   | 佐藤陽子   | 3月24日        |
| FILE 12 | MY NAME           | 吉川博明   | にわ素彦         | 南伸一郎   | 小林利充   | 3月31日        |

### 放送局
| 放送期間                | 放送時間                     | 放送局     | 対象地域 | 備考                                 |
| ----------------------- | ---------------------------- | ---------- | -------- | ------------------------------------ |
| 2022年1月13日 - 3月31日 | 木曜 0:00 - 0:30（水曜深夜） | TOKYO MX   | 東京都   |                                      |
|                         |                              | BS日テレ   | 日本全域 | BS/BS4K放送 / 『アニメにむちゅ〜』枠 |
|                         | 木曜 22:30 - 23:00           | AT-X       | 日本全域 | CS放送 / 字幕放送 / リピート放送あり |
| 2022年1月14日 - 4月1日  | 金曜 0:00 - 0:30（木曜深夜） | サンテレビ | 兵庫県   |                                      |
|                         | 金曜 1:00 - 1:30（木曜深夜） | KBS京都    | 京都府   |                                      |

インターネットでは、2021年1月12日より毎週水曜23時30分にdアニメストアにて地上波先行配信が実施され、その後1月19日23時30分以降よりABEMA、niconico、GYAO!、ひかりTV、Netflix、FOD、バンダイチャンネル、Hulu、TELASA、J:COMオンデマンド、みるプラス見放題プレミアム、アニメ放題、Amazon Prime Video、アニメカ、U-NEXT、Rakuten TV、DMM.com、music.jp、ビデオマーケット、HAPPY!動画、クランクイン！ビデオ、ムービーフルplusにて配信。

### BD / DVD
| 巻  | 発売日        | 収録話         | 規格品番  | 規格品番   |
| 巻  | 発売日        | 収録話         | BD        | DVD        |
| --- | ------------- | -------------- | --------- | ---------- |
| I   | 2022年4月27日 | 第1話 - 第3話  | KAXA-8271 | KABA-11141 |
| II  | 2022年5月25日 | 第4話 - 第6話  | KAXA-8272 | KABA-11142 |
| III | 2022年6月24日 | 第7話 - 第9話  | KAXA-8273 | KABA-11143 |
| IV  | 2022年7月27日 | 第9話 - 第12話 | KAXA-8274 | KABA-11144 |